# 나이지리아 항공
나이지리아 항공(영어: Nigeria Airways)은 1958년에 설립되어 2003년에 도산된 나이지리아의 항공사로 허브 공항은 무르탈라 모하메드 국제공항, 말람 아미누 카노 국제공항으로 나이지리아의 최대의 항공사로 알려졌다. 그러나 잦은 부정 부패와 비리가 적발되면서 경영난으로 이어지게 되었고 파산 후 버진 나이지리아가 이 회사를 계승했다.

## 역사
1958년 기존에 운영했던 나이지리아의 항공 회사인 웨스트 아프리카 항공이 해산됨과 동시에 설립되었다. 1961년 나이지리아 정부가 인수되면서 자회사가 되었다. 이후 1972년에 트랜스월드 항공과 관리 지원 계약을 함께 해 미국 이동 통신사가 5년 동안 서로 다른, 경영 상업, 금융 분야에서 전문가를 제공했다. 이후 1979년에 KLM과 관리 지원 계약을 체결했다. 하지만 1980년대 실질적으로 수익을 초과 달성할 상당한 부채를 축적되면서 경영난에 시달리게 되었다. 그로 인해 1997년에 영국 항공국으로부터 안전성 우려로 영국 취항을 금지했으며 2000년에 나이지리아 정부의 주도하에 구조 조정이 시행했으나 2003년에 파산하게 되었다. 나이지리아 항공은 주요 국제 항공사 가운데 하나였으며 30년이 넘는 기간 동안 안정적인 재정을 기반으로 영업했다. 이후 나이지리아 정부와 함께 버진 나이지리아으로 변경되어 2004년 영업을 시작했으며 이와는 별도로 2002년에 아리크 에어를 설립해 나이지리아의 항공사 중 가장 빠르게 성장하는 항공사가 되었다.

## 같이 보기
- 에어 나이지리아
- 아리크 에어

## 사진

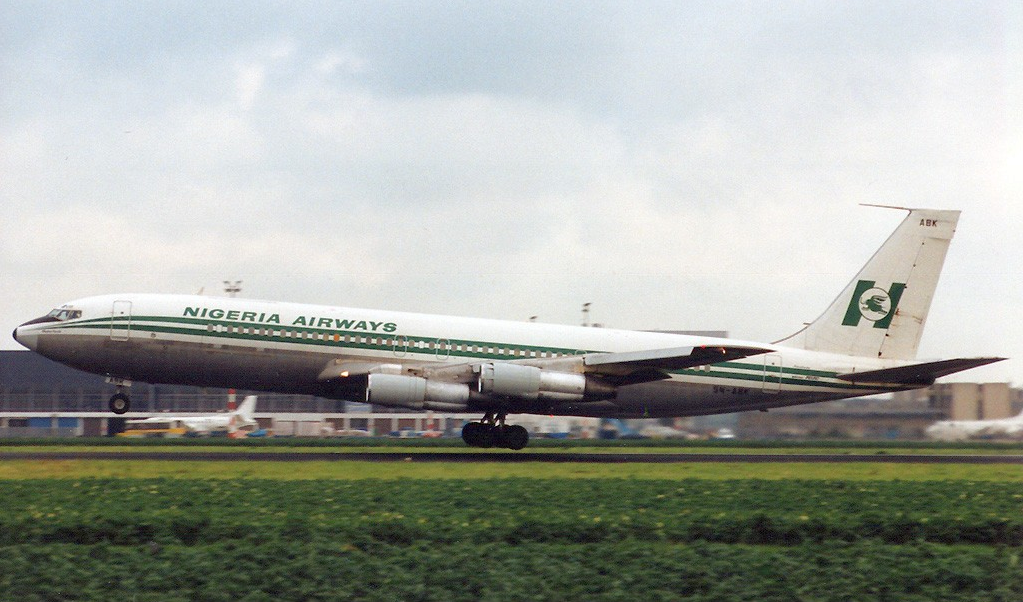
나이지리아 항공의 보잉 707-320
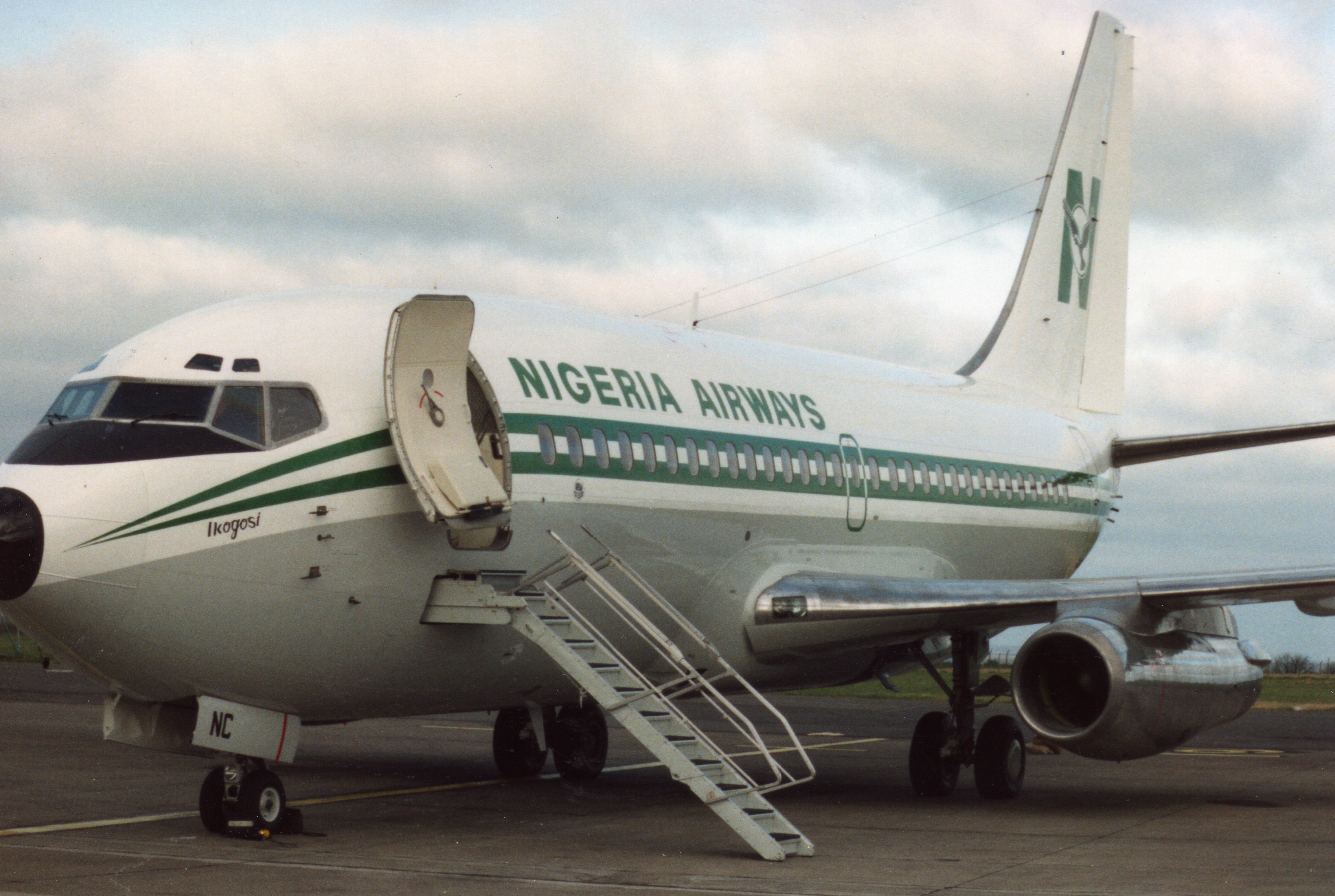
나이지리아 항공의 보잉 737-200
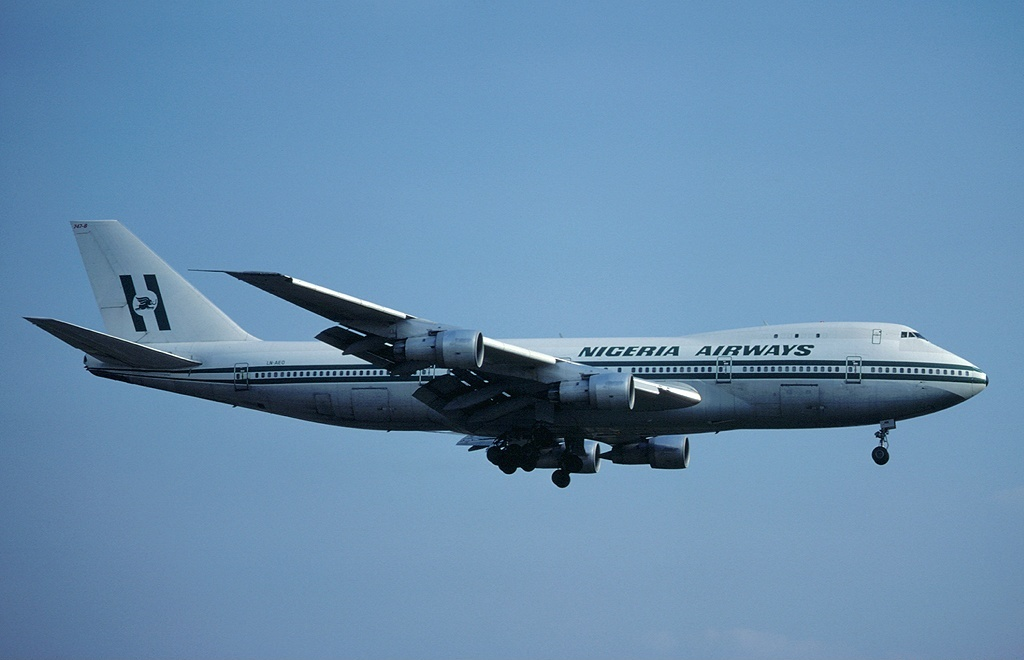
나이지리아 항공의 보잉 747-200B
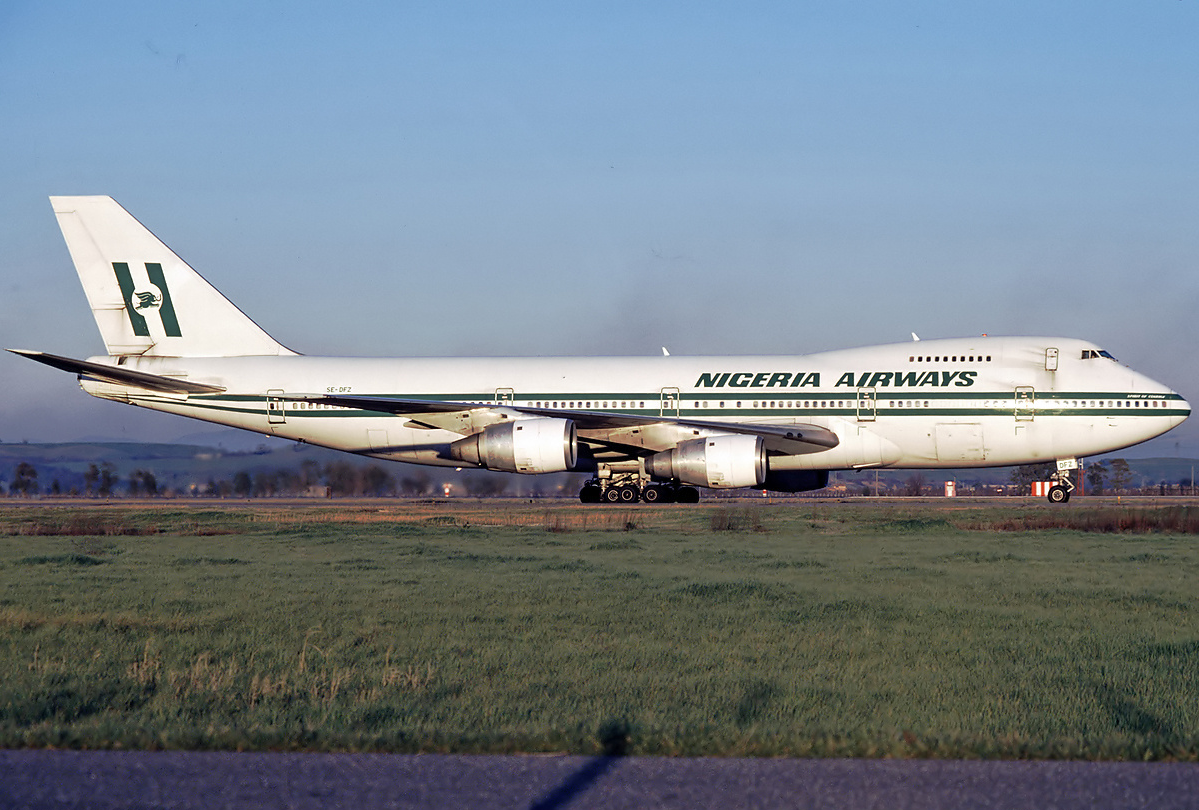
나이지리아 항공의 보잉 747-200BM
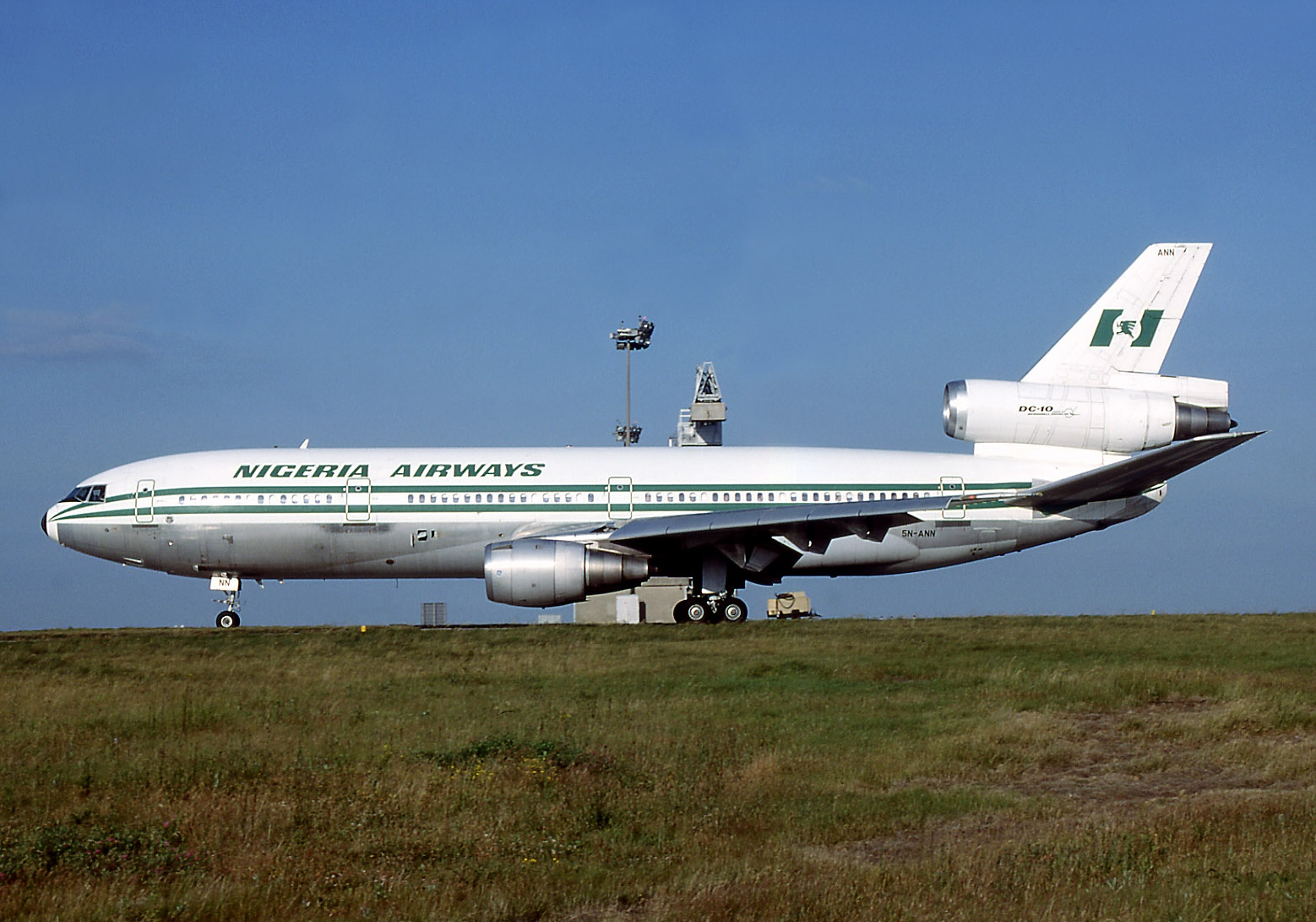
나이지리아 항공의 맥도넬더글러스 DC-10-30